# Fernandocrambus annulata
Fernandocrambus annulata là một loài bướm đêm trong họ Crambidae.